# Királyi palota (Visegrád)
A visegrádi Királyi palota egy a 14. és 15. század között emelt épületkomplexum Visegrádon, amely a középkori Magyar Királyság kortárs uralkodóinak szolgált kezdetben állandó székhelyéül, majd vidéki rezidenciájául, egészen a török hódoltság pusztításáig. Az épületben ma a Magyar Nemzeti Múzeum Mátyás Király Múzeuma működik.

## Története
1323-ban I. Károly magyar király Visegrádra helyezte székhelyét és a városban egy királyi házat építtetett, amelyet először az 1330-as, Záh Felicián által, a királyi család ellen megkísérelt merénylet színhelyeként említ a Képes krónika. A királyi házat I. Lajos bővítette ki több lépésben palotává. A ma romjaiban álló épület a 14. század utolsó negyedében épült, részben még I. Lajos, részben már Zsigmond király uralkodása alatt. A 123 m x 123 m-es, szabályos elrendezésű palotához észak felől kert, dél felől a Zsigmond által 1424-ben, a régebbi királyi kápolna helyén alapított ferences kolostor csatlakozott. 1405 és 1408 között Zsigmond a székhelyét Visegrádról Budára helyezte át, a visegrádi palota ettől kezdve vidéki rezidenciává vált. 1476 és 1484 között Mátyás király a palotát késő gótikus stílusban felújíttatta. Az épület egyes részein reneszánsz elemek is megjelentek, a Herkules-kút és a Múzsák-kútja, a díszudvar loggiája, a kápolna orgonakarzata és oltárai. Ezek az első emlékei az Alpokon túli Európában az itáliai reneszánsz stílusnak. A palotát az 1544-es török hódítás után elhagyták, így az épület rommá vált. Romjait a 18. században lebontották. Feltárása 1934-ben indult meg, és napjainkban is tart. Műemléki helyreállítása során az egykori királyi lakóépület és a kert helyreállítása készült el. Ma az épületben a Mátyás Király Múzeum kiállításai láthatóak, a királyi palota története és rekonstruált enteriőrjei.

## Feltárások (csonk)
1993 - 1990: A Visegrádi Királyi palota kora reneszánsz kertje - Régészeti és környezettörténeti kutatások eredményei. A szakemberek 1993 és 1999 között folytattak a kertben interdiszciplináris régészeti kutatást. Ma már azt is tudjuk, milyen növényeket ültettek a középkorban. Pálóczi Horváth András tanulmánya. Forrás
2023 nyár: Az egykori visegrádi királyi palota területén 2023 nyarán fellelt, körülbelül 700 éves aranyozott, ezüstből öntött ruhakapocs pár a visegrádi Mátyás Király Múzeum restaurátor szobájában 2023. december 22-én. A finoman megmunkált, áttört díszű, mindössze 3,5 centiméter széles kapocspár valaha egy előkelő hölgy ruháját díszíthette. Ilyen kicsiny és díszes kapcsokat ugyanis a női ruhák nyakkivágásának összefogására használtak a középkorban. Kapcsolódó Forrás

## Galéria

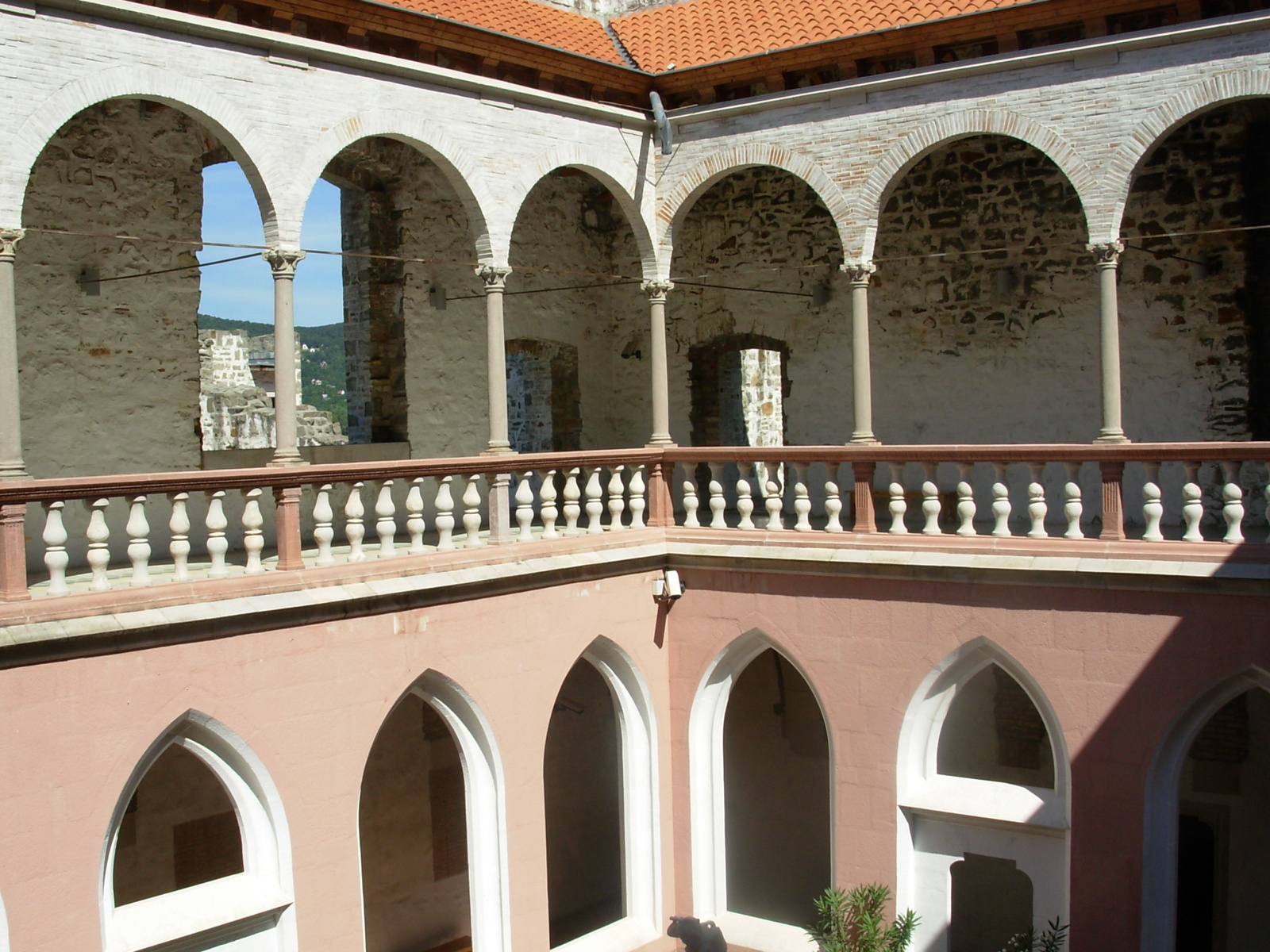
A belső udvar
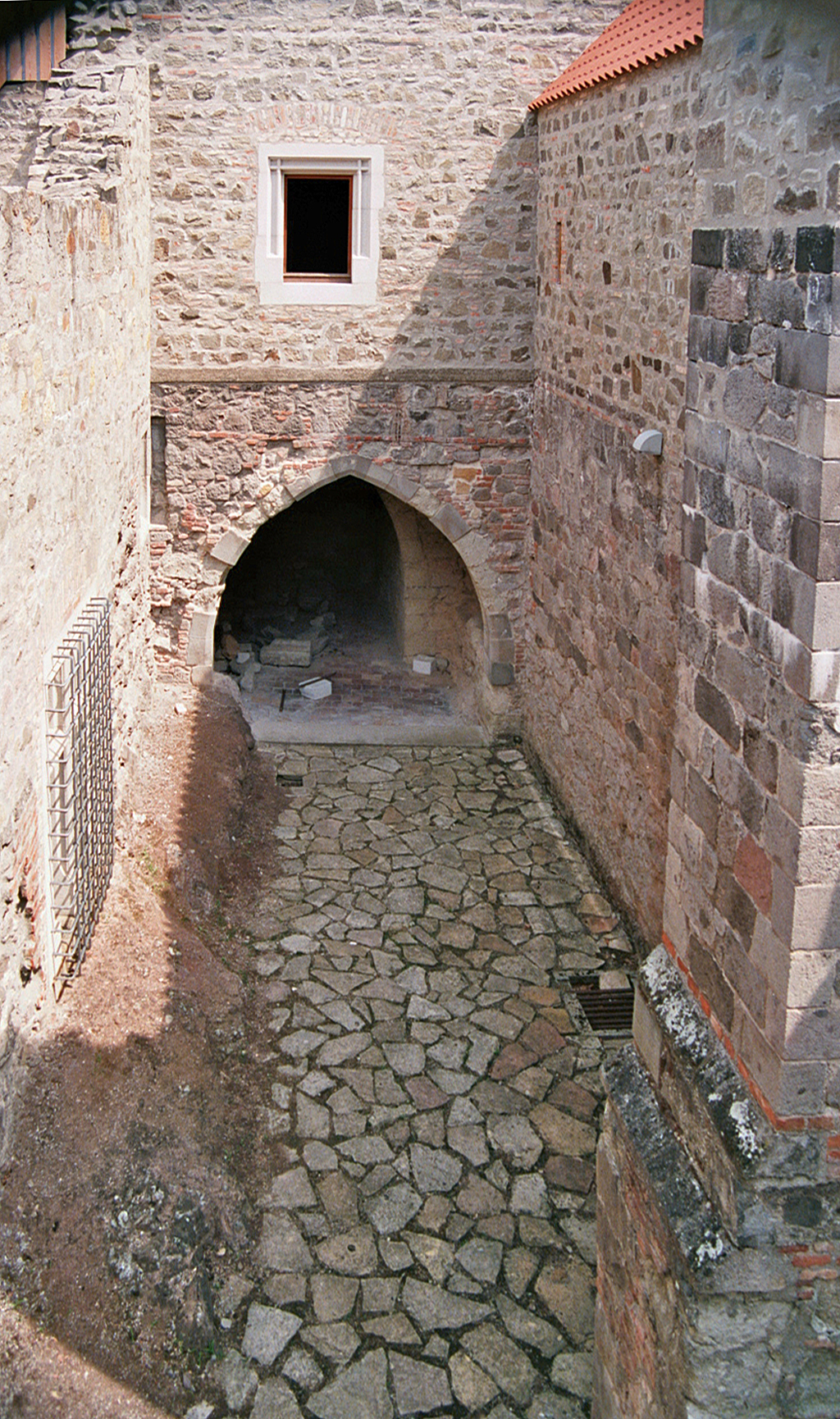
Palotarészlet
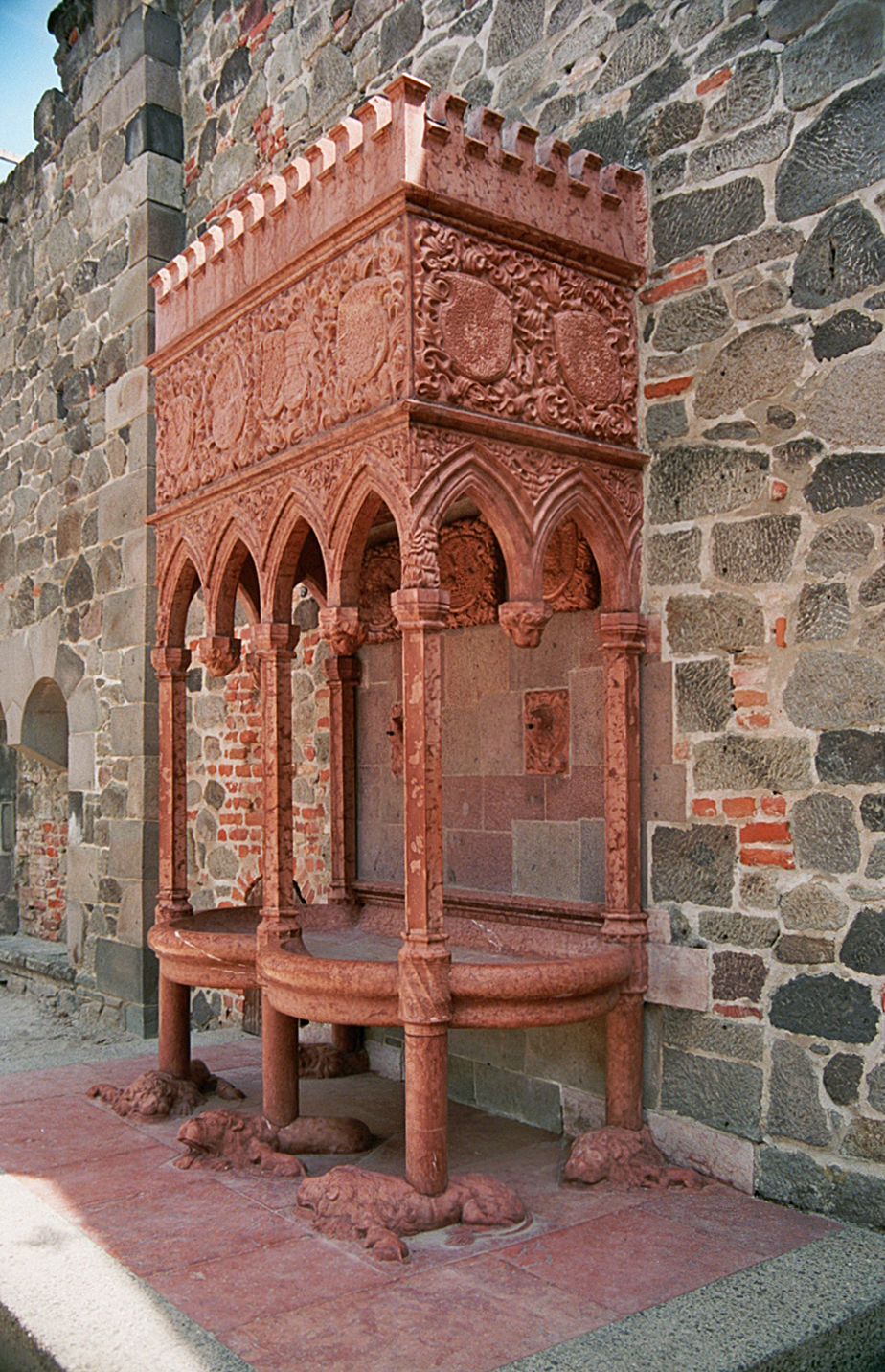
A Márvány kút
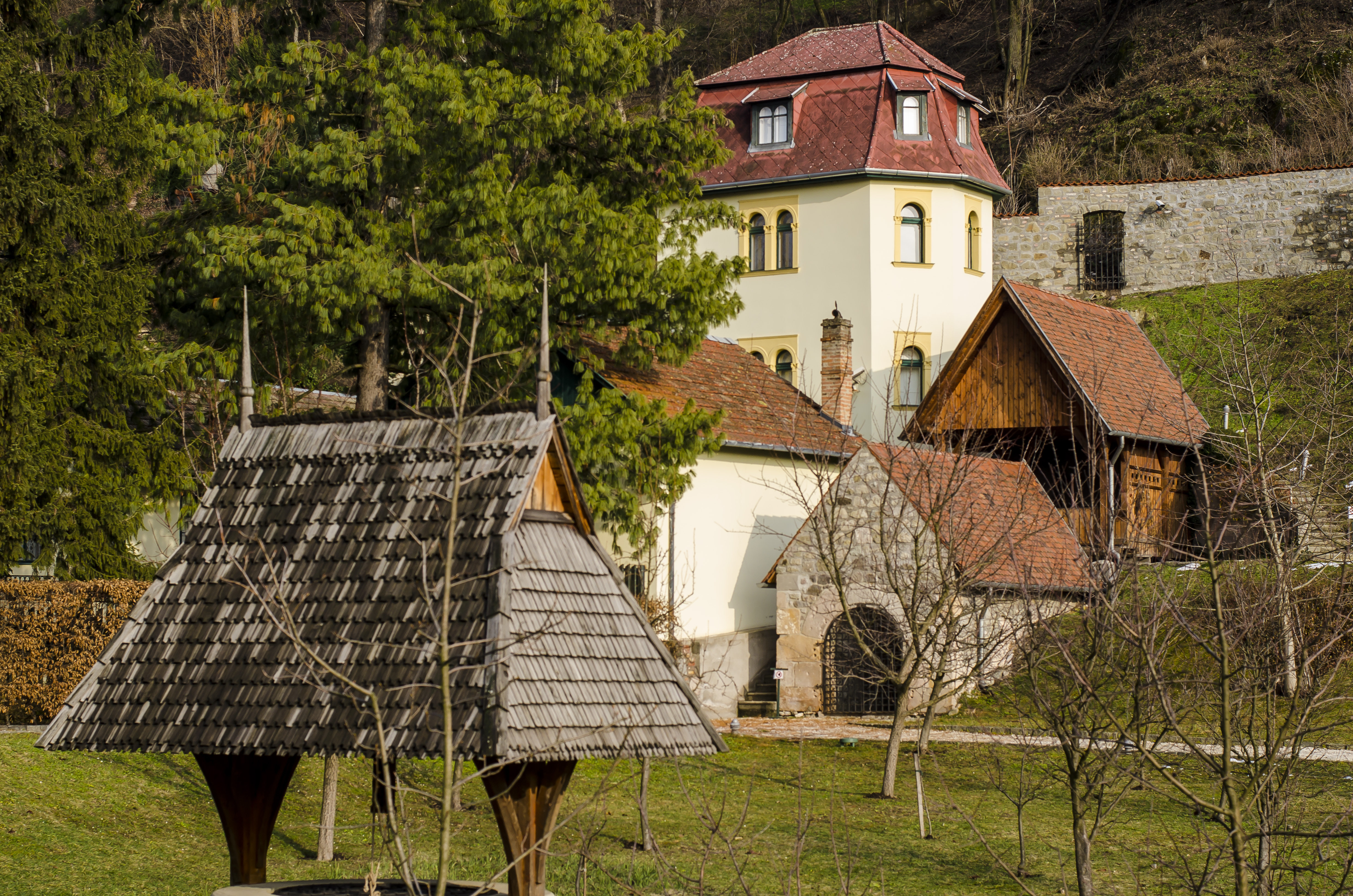
A vendégház
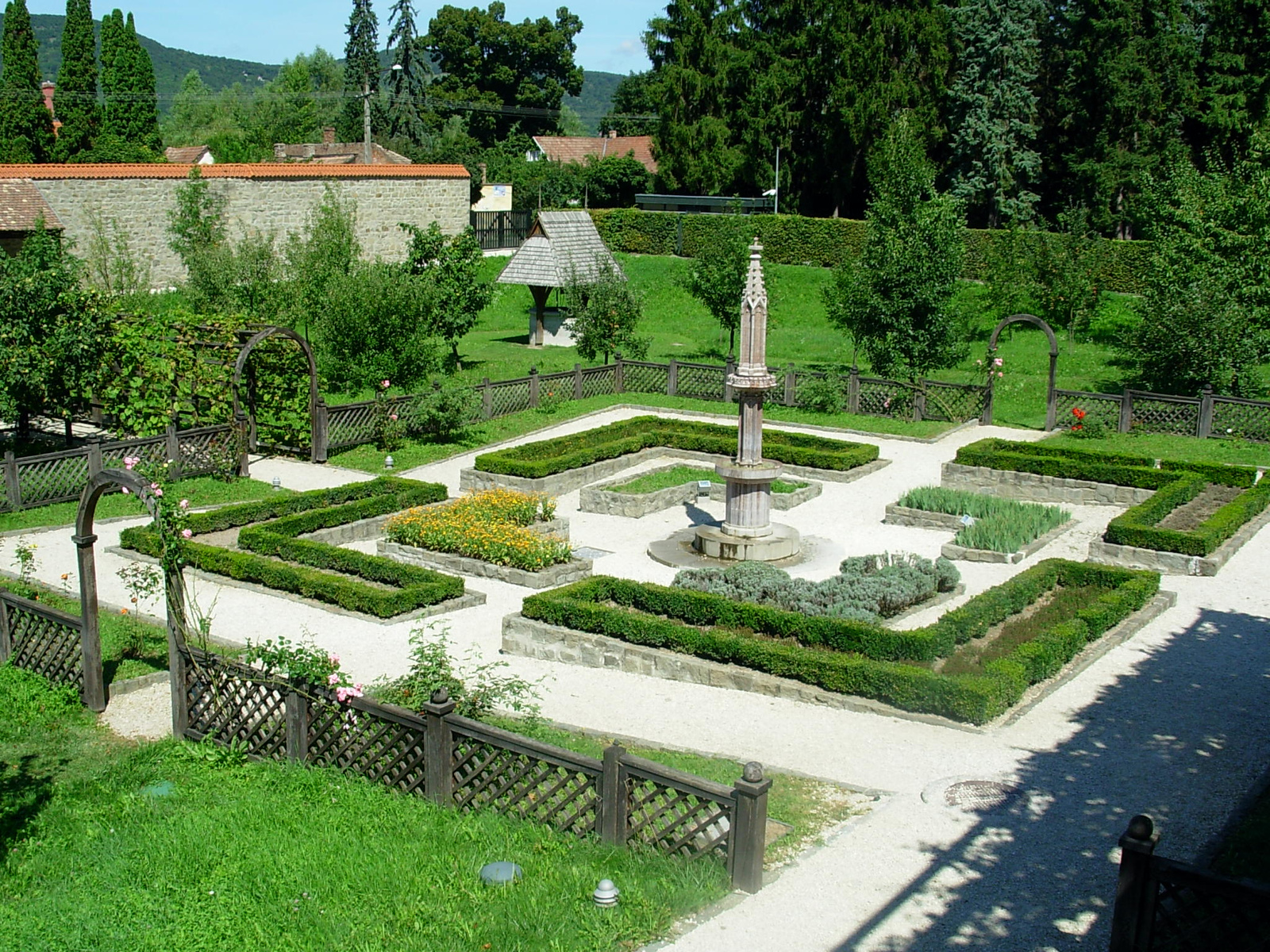
Udvarrészlet
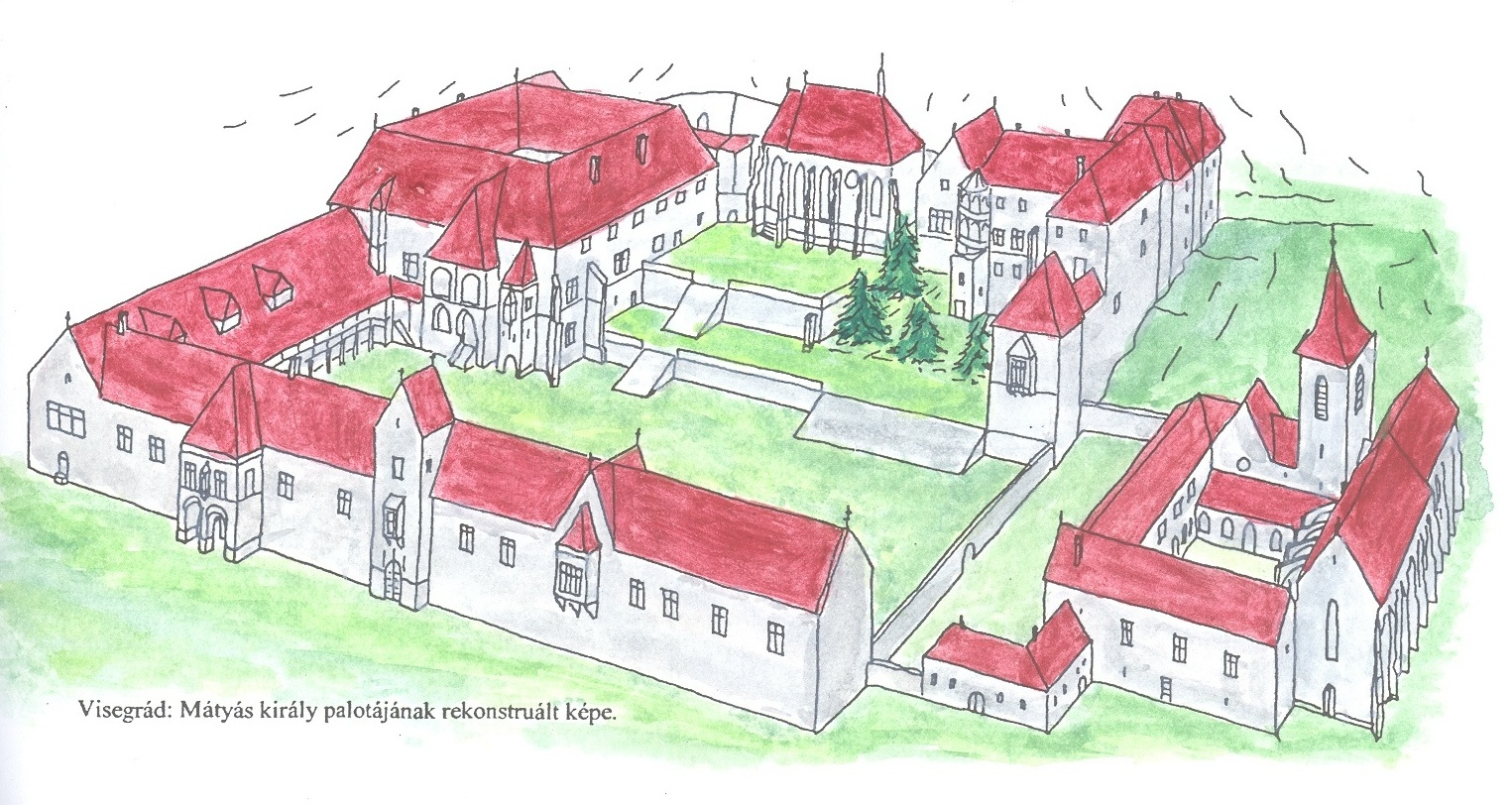
A palota rekonstrukciós rajza
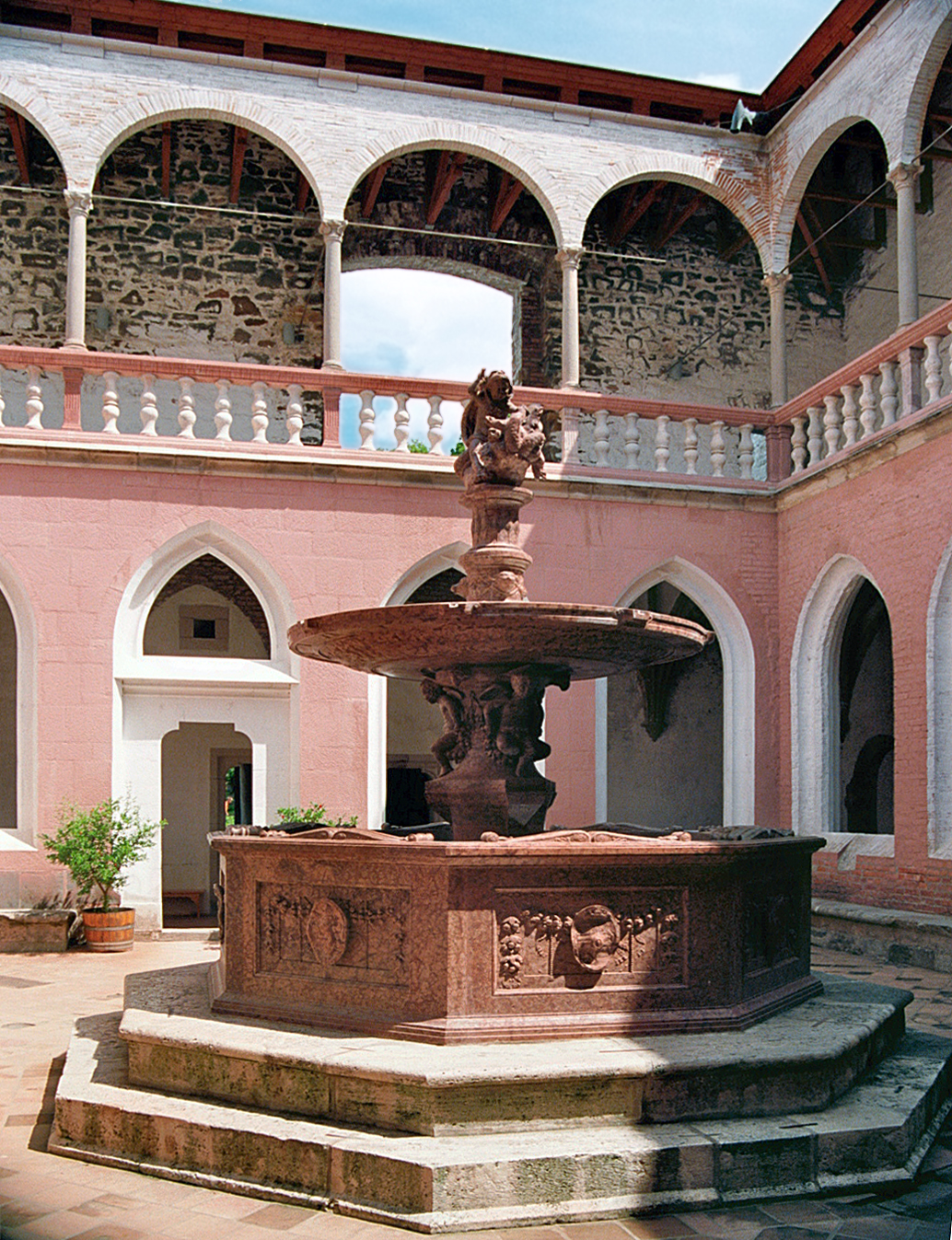
A Herkules-kút
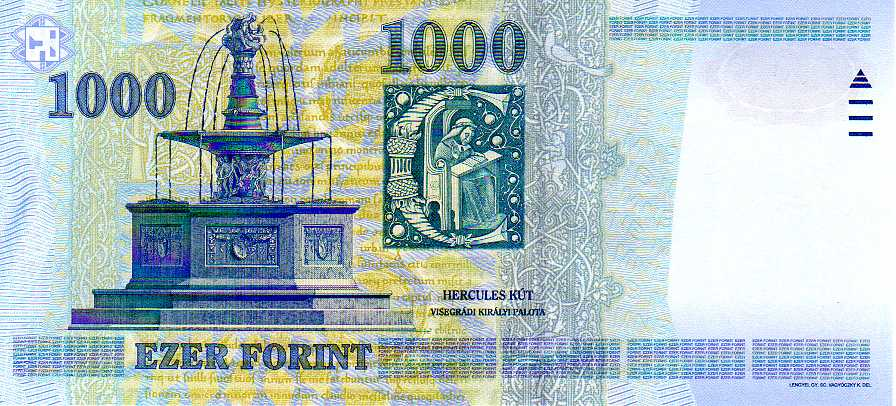
A Herkules-kút az ezerforintos hátulján